# Irina Buryachok
Irina Buryachok (Kherson, 5 de Julho de 1986) é uma tenista profissional ucraniana.

## WTA e WTA 125s finais

### Duplas: 4 (2-2)
| Campeã — Legenda                             |
| -------------------------------------------- |
| Grand Slam (0–0)                             |
| WTA Tour (0–0)                               |
| Tier I / Premier Mandatory & Premier 5 (0–0) |
| Tier II / Premier (0–0)                      |
| Tier III, IV & V / International (2–1)       |
| WTA 125 series (0–1)                         |

| Títulos por Piso |
| ---------------- |
| Duro (2–2)       |
| Grama (0–0)      |
| Saibro (0–0)     |
| Carpete (0–0)    |

| Posição | N. | Data             | Torneio                                                 | Piso | Parceira            | Oponentes                          | Placar                |
| ------- | -- | ---------------- | ------------------------------------------------------- | ---- | ------------------- | ---------------------------------- | --------------------- |
| Campeã  | 1. | July 28, 2012    | Baku Cup, Baku, Azerbaijão                              | Duro | Valeria Solovyeva   | Eva Birnerová Alberta Brianti      | 6–3, 6–2              |
| Vice    | 1. | Janeiro 5, 2013  | Shenzhen Open, Shenzhen, China                          | Duro | Valeria Solovyeva   | Chan Hao-ching Chan Yung-jan       | 0-6, 5-7              |
| Campeã  | 2. | Julho 28, 2013   | Baku Cup, Baku, Azerbaijão                              | Duro | Oksana Kalashnikova | Eleni Daniilidou Aleksandra Krunić | 4-6, 7-6(7-3), [10-4] |
| Vice    | 2. | 27 Setembro 2013 | Ningbo International Women's Tennis Open, Ningbo, China | Duro | Oksana Kalashnikova | Chan Yung-jan Zhang Shuai          | 2-6, 1-6              |